# アティヤ＝ボットの不動点定理
数学におけるアティヤ＝ボットの不動点定理（アティヤ＝ボットのふどうてんていり、英: Atiyah–Bott fixed-point theorem）とは、1960年代にマイケル・アティヤとラウル・ボットによって証明された定理で、滑らかな多様体 M に対するレフシェッツの不動点定理の一般化として、M 上の楕円型複体を扱うものである。これはベクトル束上の楕円型微分作用素の系で、元々のレフシェッツの不動点定理において現れる滑らかな微分形式から構成されるド・ラーム複体を一般化するものである。

## 内容
古典的な結果において、滑らかな写像
f:M → M
の不動点の正確な貢献を数えるための整数であるレフシェッツ数に代わるものを見つけることがアイデアである。直感的に言うと、不動点とは、M×M における f のグラフと対角線（恒等写像のグラフ）との交点であり、レフシェッツ数は交点数である。アティヤ＝ボットの定理は、左辺が大域的位相幾何学的（ホモロジー的）計算の結果で、右辺は f の不動点での局所的な貢献の和であるような方程式である。
M×M の余次元を数えることで、f のグラフと対角線に対する横断性の仮定は、不動点の集合が必ず 0 次元であることを保証するものであることが分かる。すると M を閉多様体と仮定することにより、交点の集合が有限で、期待される方程式の右辺の和も有限となる。各 j に対し、ベクトル Ej の楕円型複体、すなわち
φj:f−1 Ej → Ej
からの束写像で、断面上で導かれる写像がその楕円型複体の自己準同型 T であるようなものに関連して、さらなるデータが必要となる。そのような T は、レフシェッツ数
L(T)
を持つ。ここで定義より、このレフシェッツ数はその楕円型複体のホモロジーの各段階上のトレースの交項級数である。
以上の準備の下で、アティヤ＝ボットの不動点定理は、次の式で表される。
L(T)  =  Σ (Σ (−1)j trace φj,x)/δ(x).
ここでトレース φj,x は、f の不動点 x における φj, のトレースを意味し、δ(x) は自己準同型 I − Df の x での行列式である。但し Df は f の導函数（横断性により、これは消失しない）である。外側の和は不動点 x に関するもので、内側の和は楕円型複体の添字 j に関するものである。
アティヤ＝ボットの定理を、滑らかな微分形式のド・ラーム複体へ特殊化することで、元のレフシェッツの不動点定理が導かれる。アティヤ＝ボットの定理の有名な応用として、リー群の理論におけるワイルの指標公式に対する簡単な証明が挙げられる。

## 歴史
この結果の根源はアティヤ＝シンガーの指数定理と関連する。それに関連して、過去に（特に孤立不動点の場合に対して）使われていた「ウッズホールの不動点定理」（Woods Hole fixed point theorem）という代わりの名前も示唆されている。1964年にウッズホールで開催された会議は、様々な研究グループを一同に集めたものであった：
アイヒラーは、不動点定理と保型形式の関係について研究を始めた。志村は、1964年のウッズホールでの研究集会においてこのことをボットに説明したという点で、その発展に重要な役割を担った。
アティヤは次のように述べている：
 （研究集会にて）…ボットと私は、レフシェッツの公式の正則写像への一般化に関する志村の予想を聞いた。その後多大な努力の結果、このタイプの一般的な公式が存在するという確証を我々は得た。
その後、彼らは楕円型複体に対して理論を拡張している。
その会議も参加したウィリアム・フルトンの回想では、はじめて証明を提供したのはジャン・ルイ・ヴェルディエであるとされている。